# Canton (Togo)
Pour les articles homonymes, voir Canton (homonymie).
Pour un article plus général, voir Canton.
Au Togo, le canton est un regroupement de plusieurs villages. Il forme une subdivision de la commune[à développer]. Le canton est dirigé par un chef de canton.